# Кръстници вълшебници: Още по вълшебни
„Кръстници вълшебници: Още по вълшебни“ (на английски: The Fairly OddParents: Fairly Odder) е американски игрално-анимиран сериал, който е продължение на анимационния сериал „Кръстници вълшебници“, създаден от Буч Хартман, и е разработен от Кристофър Новак. Премиерата на сериала се излъчва премиерно в стрийминг услугата Paramount+ на 31 март 2022 г.

## Актьорски състав
- Одри Грейс Маршъл – Вивиан Търнър (Вив),[1] братовчедка на Тими.
- Тайлър Владис – Рой Раскин,[1] доведен брат на Вивиан и Тими.
- Райън-Джеймс Хатанака – Тай Търнър,[1] баща на Вив и доведен баща на Рой, който работи като професионален танцьор.
- Лора Бел Бънди – Рейчъл Раскин,[1] майка на Рой и мащеха на Вив, която работи като танцьорка.
- Имоген Коен – Зина Закариас,[1] най-добрата приятелка на Вив.

### Озвучаващ състав
- Сюзън Блейксли – Уанда[2][3]
- Даран Норис – Космо[2][3]

### Гост-звезди
- Гарет Клейтън – Дъстан Лъмбърлейк, известен музикален изпълнител в поп музиката.
- Мери Кейт Уилис – Вики,[4] зла учителка в училището „Димсдейл“ и бившата бавачка на Тими Търнър.
- Карлос Алазраки – Дензъл Крокър, бивш учител в училището „Димсдейл“, който е обсебен от феи. Алазраки повтаря ролята си от оригиналния анимационен сериал.[4]
- Калеб Пиърс – Тими Търнър, героят в оригиналния сериал „Кръстници вълшебници“ и братовчед на Вив, който учи в колеж.

## В България
В България сериалът започва излъчване по локалната версия на Никелодеон на 5 септември 2022 г.
Също така е достъпен в стрийминг платформата SkyShowtime.

### Нахсинхронен дублаж
| Роля             | Изпълнител           |
| ---------------- | -------------------- |
| Вив              | Поля Иванова         |
| Рой              | Боян Николов         |
| Тай              | Марио Иванов         |
| Рейчъл           | Мина Костова         |
| Зина             | Александра Стефанова |
| Космо            | Ивелин Николов       |
| Уанда            | Лазара Златарева     |
| Тод              | Давид Торосян        |
| Нейт Бъксапленти | Петър Каменов        |
| г-ца Вики        | Юлия Лилова          |
| Кмет Регент      | Атанас Сребрев       |

| Обработка           | студио „Про Филмс“  |
| ------------------- | ------------------- |
| Режисьор на дублажа | Велислава Маринкова |
| Преводач            | Димана Воденичарска |